# پایائو پونتارات
پایائو پونتارات (تایلندی: พเยาว์ พูนธรัตน์؛ ۱۸ اکتبر ۱۹۵۶ – ۱۳ اوت ۲۰۰۶) بوکسور اهل تایلند بود.